# Rotsparkiet
De rotsparkiet (Neophema petrophila) is een vogel uit de familie Psittaculidae (papegaaien van de Oude Wereld). Het is een endemische vogelsoort uit Australië.

## Kenmerken
De vogel is gemiddeld 22 cm lang en weegt 47 tot 54 gram. Opvallend aan deze parkiet is een blauw vlak tussen en om het oog en tot de snavel en verder omhoog tot op het voorhoofd. De rest van de kop en de bovendelen van de vogel zien olijfbruin gekleurd. De borst en de buik zijn ook bruin maar meer neigend naar grijs, geleidelijk naar de buik toe overgaand in vuilgeel. In zit heeft de vleugel een blauwe band die loopt van de schouder tot de punten van de slagpennen, waarbij de slagpennen donkerder blauw zijn. De staart is blauwachtig tot olijfbruin, met gele buitenste staartpennen. Het vrouwtje is doffer van kleur, mist de blauwe vlek op de kop en is wit rond het oog.

## Verspreiding en leefgebied
Deze soort is endemisch in zuidelijk en zuidwestelijk Australië en telt twee ondersoorten:
- N. p. petrophila: het zuidwesten van West-Australië.
- N. p. zietzi: het midden en zuiden van Zuid-Australië.

Het leefgebied bestaat uit duinen langs de zeekust, mangrove,  Casuarinabos, rotsige eilanden.

## Status
De rotsparkiet heeft een lang, maar versnipperd verspreidingsgebied en daardoor is de kans op de status  kwetsbaar (voor uitsterven) gering. De grootte van de populatie is niet gekwantificeerd. De vogel is nog plaatselijk algemeen, maar loopt in aantal achteruit. Echter, het tempo ligt onder de 30% in tien jaar (minder dan 3,5% per jaar). Om deze redenen staat de rotsparkiet als niet bedreigd op de Rode Lijst van de IUCN.